# Pantai Beringin
Pantai Beringin is een bestuurslaag in het regentschap Kupang van de provincie Oost-Nusa Tenggara, Indonesië. Pantai Beringin telt 573 inwoners (volkstelling 2010).